# Diadasia vallicola
Diadasia vallicola är en biart som beskrevs av Timberlake 1940. Diadasia vallicola ingår i släktet Diadasia och familjen långtungebin. Inga underarter finns listade i Catalogue of Life.